# Флаг Цильнинского района
Флаг муниципального образования «Ци́льнинский район» Ульяновской области Российской Федерации — опознавательно-правовой знак, служащий официальным символом муниципального образования.
Флаг утверждён 26 декабря 2006 года и внесён в Государственный геральдический регистр Российской Федерации с присвоением регистрационного номера 2477.

## Описание флага
«Флаг муниципального образования „Цильнинский район“ представляет собой прямоугольное полотнище с соотношением ширины к длине 2:3, состоящего из двух горизонтальных полос: верхней синего цвета (шириной 3/4 ширины полотнища) и нижней красного цвета. В центре полотнища поверх обеих полос девять колосьев пшеницы жёлтого цвета сложенных в сноп, у основания которого — положенный лезвием вверх и рукоятью от древка серп жёлтого цвета».

## См. также

Флаги муниципальных образований Цильнинского района
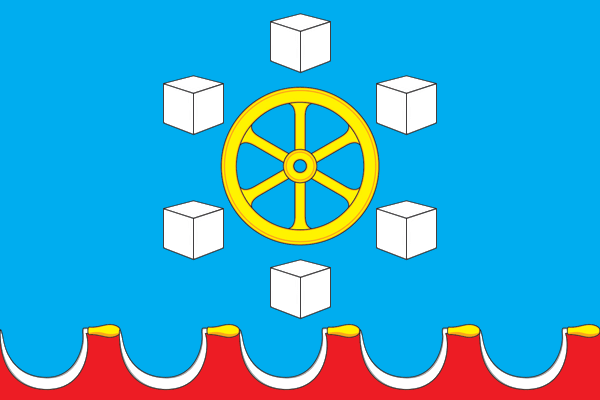
Флаг Цильнинского городского поселения
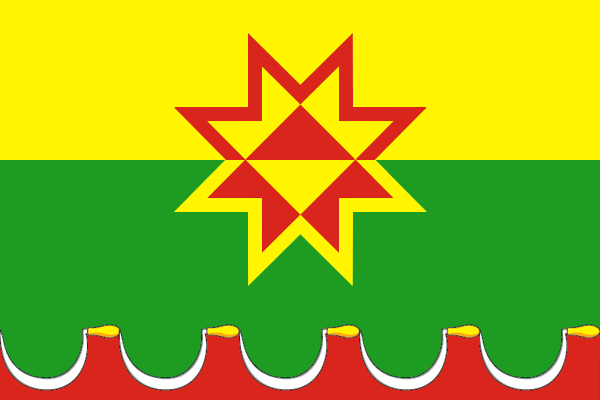
Флаг Алгашинского сельского поселения
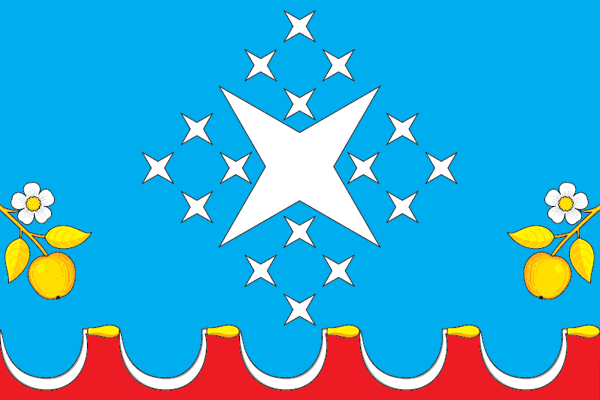
Флаг Анненковского сельского поселения
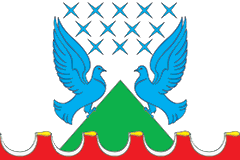
Флаг Большенагаткинского сельского поселения
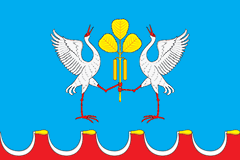
Флаг Елховоозёрского сельского поселения
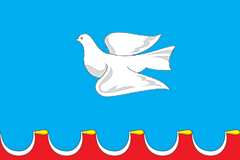
Флаг Мокробугурнинского сельского поселения
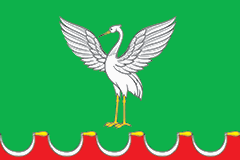
Флаг Новоникулинского сельского поселения
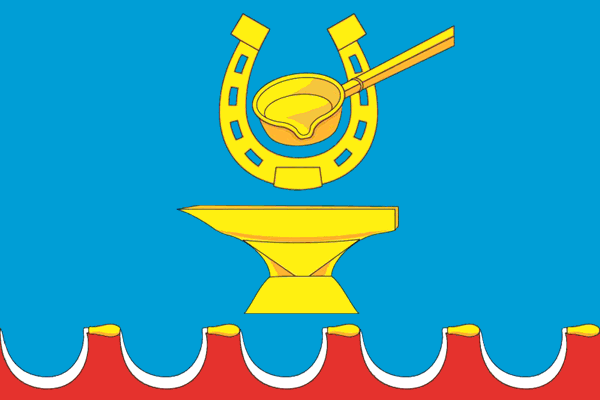
Флаг Тимерсянского сельского поселения